# Phaps
Phaps é um pequeno género de aves. É composto por três espécies.
- Phaps chalcoptera
- Phaps elegans - rola-elegante
- Phaps histrionica - rola-arlequim